# Listă de pictori letoni
Aceasta este o listă de pictori letoni.

## B
- Aleksandra Belcova

## O
- David Ozols

## P
- Miervaldis Polis
- Līga Purmale

## S
- Uga Skulme